# Glen Douglas
Glen Douglas (gaelico scozzese: Gleann Dùghlais) è una valle (glen) nelle Highlands scozzesi sud-occidentali, nell'area di Argyll e Bute.
La vallata è dominata da nord dal Beinn Bhreac (681 m o 2 234 ft) e dalla Tullich Hill (632 m o 2 073 ft), mentre a sud i rilievi più elevati sono la Doune Hill (734 m o 2 408 ft) e una collina di 655 m (2 149 ft) nota come Coire na h-Eanachan.